# 하후사
하후 사(夏侯賜, ? ~ 기원전 133년)는 전한 전기의 제후로, 개국공신 하후영의 손자이다.

## 생애
문제 16년(기원전 164년), 아버지 하후조의 뒤를 이어 여음후(汝陰侯)에 봉해졌다.
원광 2년(기원전 133년)에 죽으니 시호를 공이라 하였고, 작위는 아들 하후파가 이었다.

## 출전
- 사마천, 《사기》 권18 고조공신후자연표·권95 번역등관열전
- 반고, 《한서》 권16 고혜고후문공신표

| 전임 아버지 여음이후 하후조 | 전한의 여음후 기원전 164년 ~ 기원전 133년 | 후임 아들 하후파 |